# Fakie
Le Fakie ollie est une position (voir tricks) de skateboard. C'est également le nom du saut effectué dans cette position.
Le mot Fakie vient de la contraction de fake (signifiant faux en anglais) et nollie.

## Position
En skateboard, il existe deux positions de base : le « goofy » et le « regular ». Chaque skateur à sa position de prédilection, le choix étant instinctif. Un skateur regular roule avec son pied gauche au milieu de sa planche, et son pied droit à l'arrière, un goofy faisant le contraire (pied droit devant, et pied gauche sur le tail). À partir de la position de base, il existe trois variantes possibles : le fakie, le switch, et le nollie.
Rouler en fakie consiste à rouler en arrière, depuis le stance de base du skateboarder. Pour un skateboarder goofy (pied droit devant), la position des pieds sera identique, sauf qu'il roulera en arrière, et idem pour un skateboarder regular (pied gauche devant). Ainsi la position de fakie correspond a une position de switch nollie.
Rouler et surtout effectuer des figures en position fakie n'est pas une chose évidente, mais est relativement plus facile qu'un nollie.

## Trick
Un Fakie ollie est également une figure de skateboard. C'est une variante du ollie, le saut. Il s'agit en fait d'un saut, effectué dans la position du même nom, décrite ci-dessus. Ainsi, au lieu de popper avec l'arrière de sa planche et gratter le grip avec son pied avant (ollie), le skateur tapera l'avant du skateboard sur le sol et grattera avec son pied arrière, étant donné qu'il roulera en arrière, donc, pour un skateboarder goofy, ce sera toujours le pied droit au milieu de la planche, et le pied gauche sur le tail, et pour un skateboarder regular, ce sera toujours le pied gauche au milieu de la planche, et le pied droit sur le tail.